# Soledad Jaimes
Florencia Soledad Jaimes (20 de enero de 1989, Nogoyá, Entre Ríos, Argentina) es una futbolista argentina. Juega de delantera en el Santos Futebol Clube del Brasileirão Femenino de Brasil.
Como parte de la selección argentina de fútbol femenino logró el primer puesto en el Campeonato Sudamericano Femenino de 2006, y el tercer puesto en la Copa América Femenina 2018 en Chile.
Fue la primera mujer extranjera en obtener la Bola de Prata cuando jugaba en el Santos del Brasileirao Femenino.
El 18 de mayo de 2019 se convirtió en la primera futbolista argentina en ganar la UEFA Women's Champions League jugando para el Olympique de Lyon de Francia.

## Trayectoria

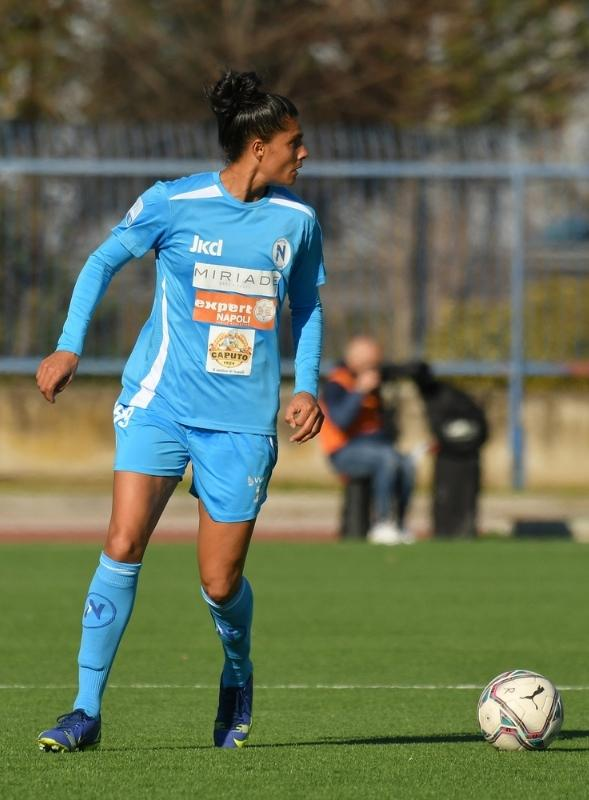
Sole Jaimes con la camiseta del Napoli Femminile en el 2022.

Su afición por el fútbol comenzó de pequeña, viviendo en Nogoyá (ER) donde disfrutaba de modo lúdico su pasión. En el año 2004 realizó su primera prueba profesional en Boca Juniors donde obtuvo su primer contrato. Ese mismo año fue convocada para entrenar con el argentino Sub-20.
Ya en el 2014, Foz Cataratas Futebol Clube fue su primer paso en el fútbol brasileño; en su paso por San Pablo obtuvo un subcampeonato y en Santos se consagró como goleadora y mejor delantera del torneo Paulista. Tuvo su paso por Dalian Quanjian F.C, en China, en el año 2018.
En 2019 es fichada por el club francés Olympique Lyon, donde juega con la ganadora del primer balón de oro femenino, la noruega Ada Hegerberg. En tan poco tiempo logró tres títulos, la Liga de Francia femenina, la Copa de Francia y la UEFA Women's Champions League, convirtiéndose en la primera argentina en salir campeón de la UWCL. Más tarde el mismo año, volvió al Santos durante un año y logró posicionarse como la tercera máxima goleadora en la historia del club con 57 tantos.
El 21 de septiembre de 2021, fichó por el Napoli Femminile de la Serie A italiana.
En julio de 2022 se unió al Flamengo del Brasileirão Femenino. En el Campeonato Carioca de ese año, Jaimes firma 10 goles en la aplastante victoria del Mengão por 34-0 ante el Rio São Paulo.

## Selección nacional

### Participaciones en Copas del Mundo
| Torneo                      | Sede    | Resultado    | Partidos | Goles | Asistencias |
| --------------------------- | ------- | ------------ | -------- | ----- | ----------- |
| Copa Mundial de 2007        | China   | Primera fase | 0        | 0     | 0           |
| Copa Mundial sub-20 de 2008 | Chile   | Primera fase | 3        | 1     | 0           |
| Copa Mundial de 2019        | Francia | Primera fase | 3        | 0     | 0           |

### Participaciones en otros torneos
| Campeonato                    | Sede      | Resultado      | Partidos | Goles |
| ----------------------------- | --------- | -------------- | -------- | ----- |
| Sudamericano Femenino de 2006 | Argentina | Campeonas      |          | 0     |
| Juegos Panamericanos de 2007  | Brasil    | Fase de grupos |          | 0     |
| Juegos Olímpicos 2008         | China     | Fase de grupos |          | 0     |
| Juegos Panamericanos de 2011  | México    | Fase de grupos |          | 0     |
| Juegos Panamericanos de 2015  | Canadá    | Fase de grupos |          | 0     |
| Copa América Femenina 2018    | Chile     | Tercer lugar   | 7        | 5     |

## Clubes
| Club                   | País      | Año         |
| ---------------------- | --------- | ----------- |
| Boca Juniors           | Argentina | 2004 - 2009 |
| River Plate (préstamo) | Argentina | 2009 - 2010 |
| Boca Juniors           | Argentina | 2010 - 2014 |
| Foz Cataratas          | Brasil    | 2014 - 2015 |
| São Paulo FC           | Brasil    | 2015 - 2016 |
| Santos FC              | Brasil    | 2016 - 2017 |
| Dalian Quanjian F.C.   | China     | 2018 - 2019 |
| Olympique de Lyon      | Francia   | 2019        |
| Santos FC              | Brasil    | 2019        |
| Changchun Zhuoyue      | China     | 2020 - 2021 |
| Santos FC (préstamo)   | Brasil    | 2021        |
| Napoli Femminile       | Italia    | 2021 - 2022 |
| Flamengo               | Brasil    | 2022 - 2023 |

Santos FC
| Brasil
|2024 - 2025

## Reconocimientos
- Premio Bola de Prata a mayor artillera - 2017[6]
- Primera argentina en ganar la UEFA Women´s Champions League

## Palmarés

### Campeonatos nacionales
| Competición          | Equipo            | País      | Año                                      |
| -------------------- | ----------------- | --------- | ---------------------------------------- |
| Torneo Apertura (7)  | Boca Juniors      | Argentina | 2005, 2006, 2007, 2008, 2010, 2011, 2012 |
| Torneo Clausura (5)  | Boca Juniors      | Argentina | 2005, 2006, 2007, 2008, 2010             |
| Campeonato Brasileño | Santos            | Brasil    | 2017                                     |
| Division 1           | Olympique de Lyon | Francia   | 2018-2019                                |

### Campeonatos internacionales
| Competición                  | Equipo            | País    | Año     |
| ---------------------------- | ----------------- | ------- | ------- |
| Liga de Campeones de la UEFA | Olympique de Lyon | Francia | 2018-19 |

### Distinciones individuales
| Distinción                                    | Año  |
| --------------------------------------------- | ---- |
| Goleadora del Campeonato Brasileño (18 goles) | 2017 |